# Castello di Sestola
Il castello di Sestola o rocca di Sestola è una rocca che sorge a a circa 1080 m s.l.m. su di uno sperone roccioso nel comune omonimo, in provincia di Modena.

## Territorio
La posizione strategica a presidio delle vallate dello Scoltenna e del Leo permetteva alla Rocca di Sestola di controllare l'accesso alla parte sud del Frignano. Le borgate più antiche del paese sorgono a ridosso della rupe su cui sorge la rocca.

## Storia
La rupe di Sestola ha sempre svolto un ruolo strategico per quanto riguarda il controllo del territorio circostante: le testimonianze archeologiche rinvenute, infatti, attestano l'insediamento umano in questa zona già a partire dall'Età del Bronzo.
Il primo documento scritto che attesta la presenza di una fortificazione sulla rupe, chiamata Castrum Sextulae, è il Diploma di Astolfo risalente al 753 d.C., con cui il sovrano dei longobardi donava alcuni dei territori circostanti al cognato, l'abate Anselmo, fondatore dell'Abbazia di Nonantola.
A partire dal XIII secolo la fortezza fu teatro di scontri tra modenesi e bolognesi per il controllo del territorio che ha portato la casata Estense al dominio in seguito agli atti di sottomissione del 1288 sotto Obizzo II e del 1336 sotto Obizzo III.
Dal 1337, inoltre, la fortezza divenne la sede del Governatore del Frignano, nominato dagli Estensi.
Nel 1521 Sestola venne occupata dalle truppe pontificie per ritornare dopo due mesi sotto le insegne Estensi alla morte di Papa Leone X.

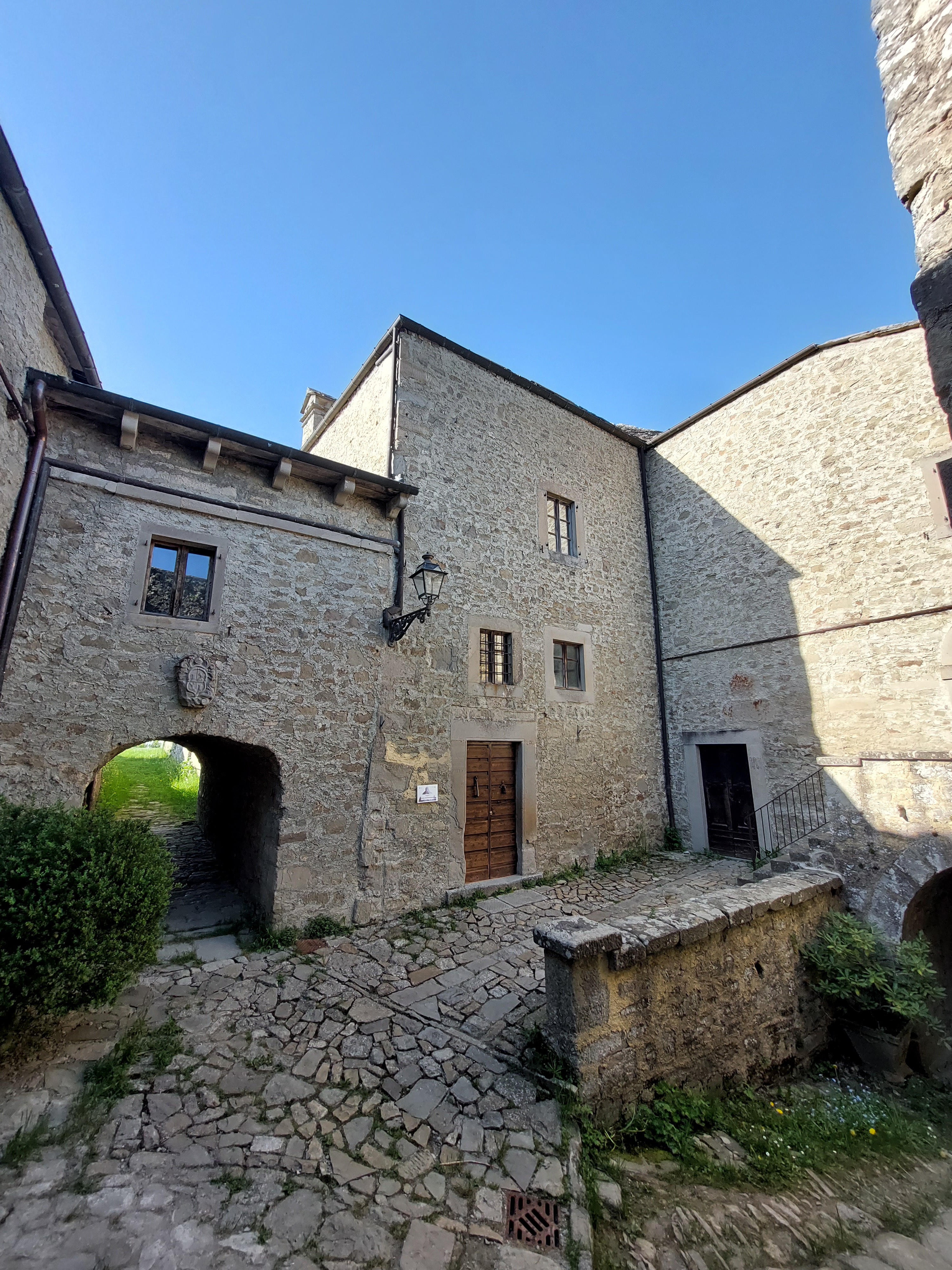
Ingresso della Rocca

Nel corso degli continui scontri per la conquista del territorio, la fortezza medievale fu distrutta; tuttavia, considerando il ruolo rilevante che essa aveva svolto sino a quel momento, il duca Alfonso II d'Este ordinò di abbattere i resti dell’antica costruzione ormai distrutta, per fondare un nuovo edificio difensivo che potesse competere con le moderne fortezze del XVI secolo (data l'introduzione delle armi da fuoco). Il progetto del nuovo forte estense fu affidato all'architetto e cartografo Marco Antonio Pasi (1537-1599), che aveva già progettato e realizzato per volere del duca d’Este altre tre importanti fortezze militari dell'Appennino Tosco-emiliano: Sestola, Verrucole e Monte Alfonso in Garfagnana.
I lavori di costruzione della nuova fortezza iniziarono nel 1563 e terminarono quasi vent'anni dopo.
Con la caduta della capitale del Frignano, dal 1816 la Rocca fu convertita in penitenziario. Nel 1824 per volere di Francesco IV si cominciò a piantare a ridosso della fortezza la pineta della Fratta.
Sul finire del XIX secolo, la Rocca ospitò l'osservatorio meteorologico militare, realizzato poiché la Rocca si trova a metà strada tra la pianura e l'osservatorio meteorologico del Monte Cimone (2165 m s.l.m.).
Sempre nello stesso periodo alcuni edifici del borgo della fortezza ospitarono bambini provenienti dall'Istituto per bambini rachitici "Umberto I" di Modena.

## Musei

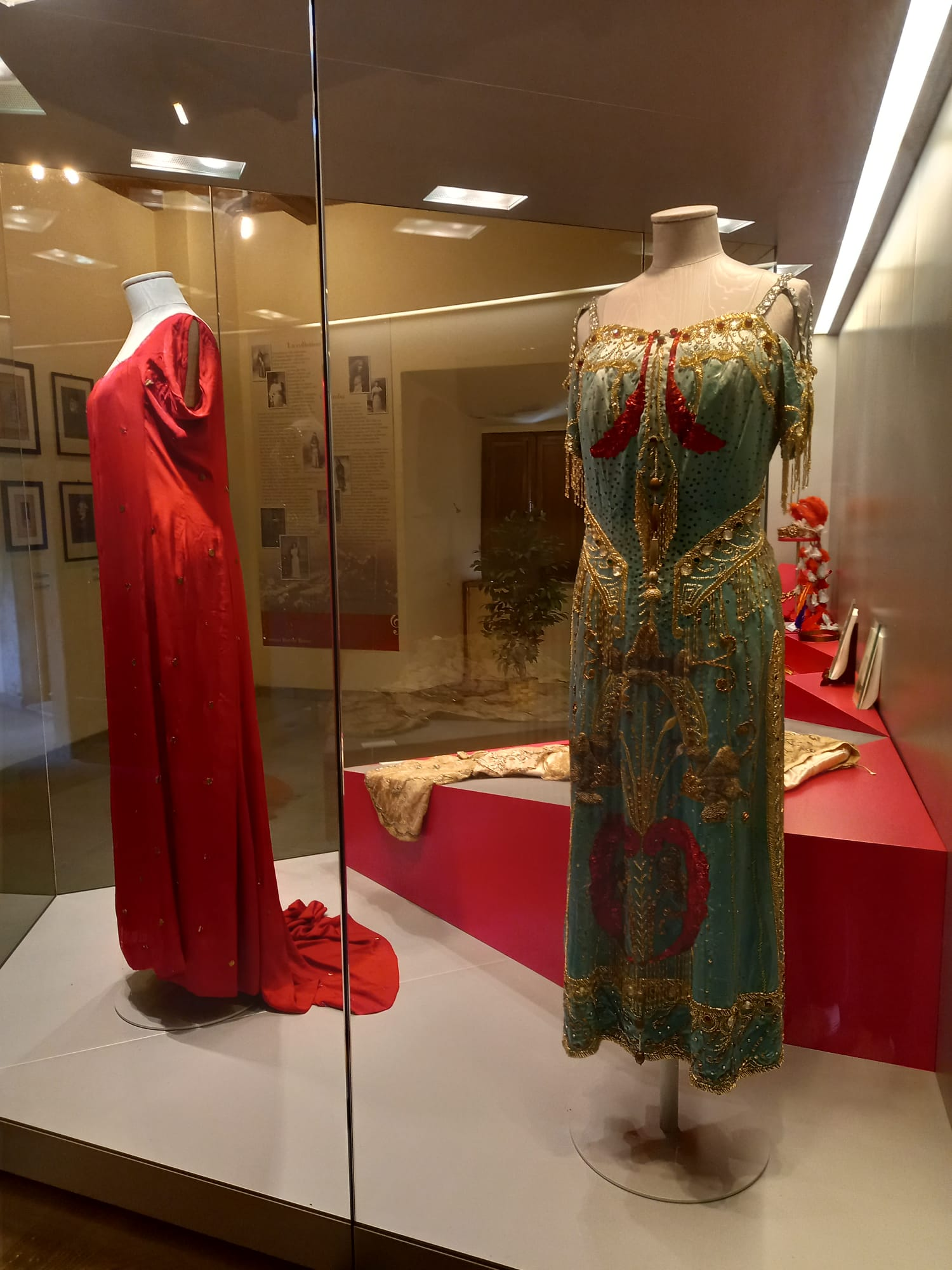
Abiti di scena appartenuti al soprano sestolese Teresina Burchi, dalla mostra La Stanza dei Ricordi

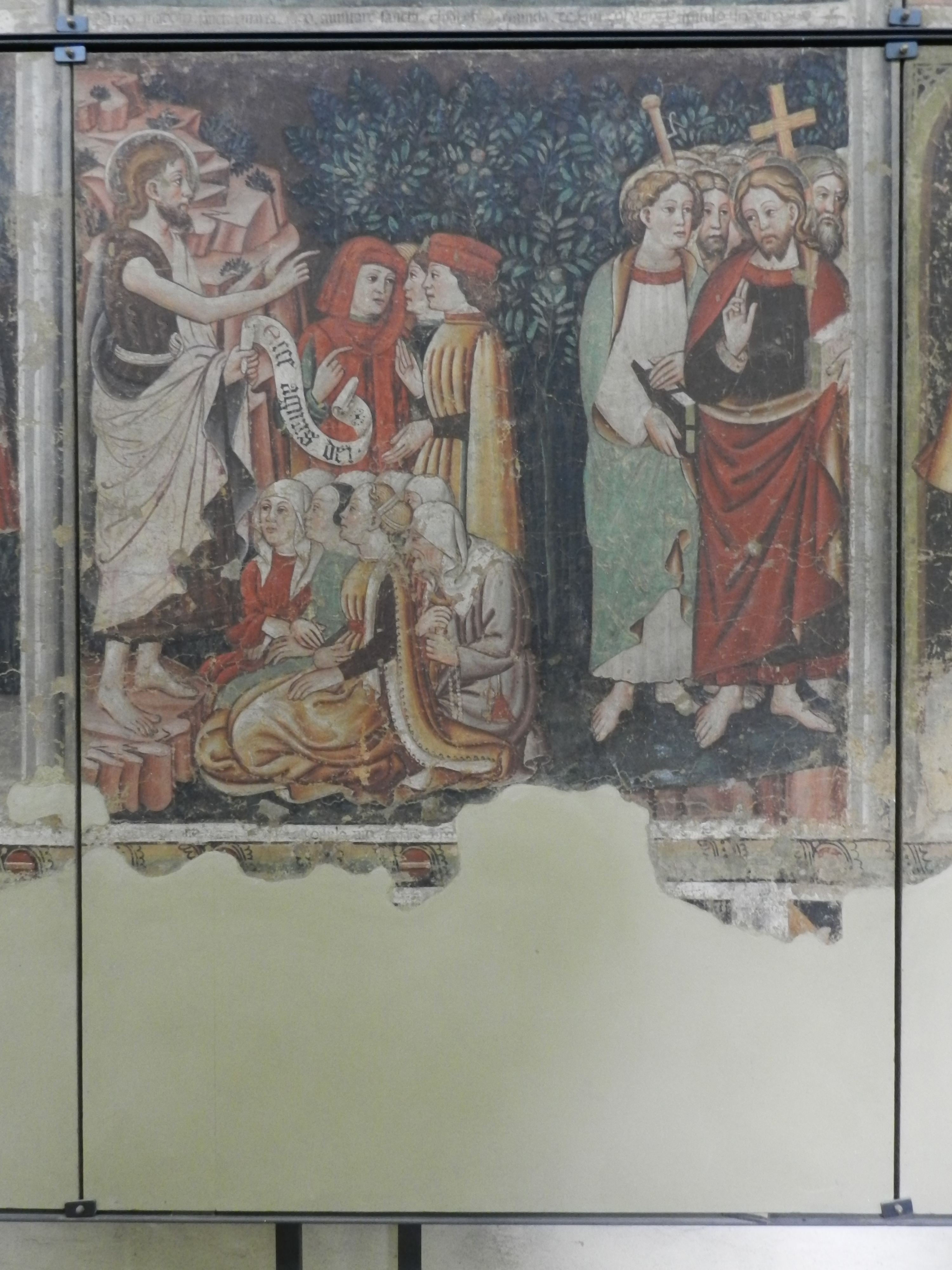
Dettaglio del ciclo di affreschi dedicato a San Giovanni Battista proveniente dalla chiesa di Roncoscaglia

La Rocca ospita al suo interno diversi musei, collezioni e mostre, sia temporanee che permanenti.
- Affreschi di Roncoscaglia

Il ciclo di affreschi, dedicato a san Giovanni Battista, proviene dalla chiesa di Roncoscaglia, nell'omonima frazione di Sestola
- Prigioni

Nelle prigioni del castello sono esposte iscrizioni, lapidi, colonne e manufatti riguardanti la storia del castello.
- Museo degli strumenti musicali meccanici

Il museo, allestito nell' ex-appartamento del Governatore nel 1995, espone 120 pezzi della collezione privata di Edward Thoenes e illustra la storia della meccanica degli strumenti musicali dal 1600 fino ad oggi.
- Stanza dei ricordi

La mostra permanente intitolata "Stanza dei ricordi" raccoglie oggetti di scena, abiti, documenti e foto del soprano sestolese Teresina Burchi Reiter, famosa cantante che si è esibita in tutto il mondo dall'inizio del Novecento fino agli anni Trenta.
- Museo della civiltà montanara

Il museo, allestito nelle ex-scuderie ed ex-archivio nel 1986, espone gli attrezzi e i materiali della civiltà montanara.
- Torre della rocca

La Torre della rocca di Sestola offre la possibilità di ammirare a 360 gradi il territorio circostante dalla terrazza panoramica, allestita con dei pannelli informativi; il piano terra della torre ospita una piccola mostra intitolata "Un angolo d'arte" che varia le opere esposte al suo interno durante tutto l'anno.
- Mostre temporanee

Durante tutto l'anno vengono allestite mostre temporanee, solitamente nella "Sala del Camino".

## Nella cultura
Nell'aprile del 2023, grazie ad un cofinanziamento con fondi europei della Regione Emilia-Romagna, è stato prodotto un podcast dal titolo Giallo in castello a cura di Carlo Lucarelli, il cui secondo episodio dal titolo Il fantasma della Rocca di Sestola è dedicato proprio alla Rocca.